# NGC 5208
NGC 5208 је лентикуларна галаксија у сазвежђу Девица која се налази на NGC листи објеката дубоког неба.
Деклинација објекта је + 7° 19' 1" а ректасцензија 13h 32m 27,9s. Привидна величина (магнитуда) објекта NGC 5208 износи 13,9 а фотографска магнитуда 14,9. NGC 5208 је још познат и под ознакама UGC 8519, MCG 1-35-1, CGCG 45-7, NPM1G +07.0327, PGC 47637.